# 금정역지
금정역지는 대한민국 충청남도 청양군 화성면 용당리에 있다. 2018년 1월 12일 청양군의 향토유적 제14호로 지정되었다.

## 개요
1614년 금정도 본역을 화성 용당리 용곡으로 옮겨 금정역이라 하였고, 1795년 정약용선생이 찰방으로 재임하였다.